# Sailor Springs
Sailor Springs is een plaats (village) in de Amerikaanse staat Illinois, en valt bestuurlijk gezien onder Clay County.

## Demografie
Bij de volkstelling in 2000 werd het aantal inwoners vastgesteld op 128. In 2006 is het aantal inwoners door het United States Census Bureau geschat op 125, een daling van 3 (-2,3%).

## Geografie
Volgens het United States Census Bureau beslaat de plaats een oppervlakte van 0,7 km², geheel bestaande uit land. Sailor Springs ligt op ongeveer 148 m boven zeeniveau.

## Plaatsen in de nabije omgeving
De onderstaande figuur toont nabijgelegen plaatsen in een straal van 24 km rond Sailor Springs.